# Тулари
Тулари је насеље у Србији у општини Уб у Колубарском округу. Према попису из 2022. било је 620 становника. Овде се налази Црква Свете Преподобне Мати Ангелине Српске у Туларима.

## Демографија
У насељу Тулари живи 774 пунолетна становника, а просечна старост становништва износи 45,2 година (43,8 код мушкараца и 46,9 код жена). У насељу има 304 домаћинства, а просечан број чланова по домаћинству је 3,11.
Ово насеље је великим делом насељено Србима (према попису из 2002. године).
|  |

| Демографија | Демографија | Демографија |
| Година      | Становника  | Становника  |
| ----------- | ----------- | ----------- |
| 1948.       | 1.735       |             |
| 1953.       | 1.755       |             |
| 1961.       | 1.640       |             |
| 1971.       | 1.534       |             |
| 1981.       | 1.300       |             |
| 1991.       | 1.091       | 1.071       |
| 2002.       | 945         | 1.005       |

| Етнички састав према попису из 2002.‍ | Етнички састав према попису из 2002.‍ | Етнички састав према попису из 2002.‍ | Етнички састав према попису из 2002.‍ | Етнички састав према попису из 2002.‍ |
| ------------------------------------ | ------------------------------------ | ------------------------------------ | ------------------------------------ | ------------------------------------ |
|                                      |                                      |                                      |                                      |                                      |
| Срби                                 | Срби                                 |                                      | 939                                  | 99,36%                               |
| непознато                            | непознато                            |                                      | 6                                    | 0,63%                                |

| Година пописа     | 1948. | 1953. | 1961. | 1971. | 1981. | 1991. | 2002. |
| ----------------- | ----- | ----- | ----- | ----- | ----- | ----- | ----- |
| Број домаћинстава | 304   | 331   | 343   | 356   | 344   | 330   | 304   |

| Број чланова      | 1  | 2  | 3  | 4  | 5  | 6  | 7  | 8 | 9 | 10 и више | Просек |
| ----------------- | -- | -- | -- | -- | -- | -- | -- | - | - | --------- | ------ |
| Број домаћинстава | 65 | 89 | 43 | 31 | 34 | 21 | 17 | 2 | 2 | 0         | 3,11   |

| Пол    | Укупно | Неожењен/Неудата | Ожењен/Удата | Удовац/Удовица | Разведен/Разведена | Непознато |
| ------ | ------ | ---------------- | ------------ | -------------- | ------------------ | --------- |
| Мушки  | 422    | 116              | 258          | 33             | 15                 | 0         |
| Женски | 383    | 31               | 266          | 81             | 4                  | 1         |
| УКУПНО | 805    | 147              | 524          | 114            | 19                 | 1         |

| Пол    | Укупно                    | Пољопривреда, лов и шумарство | Рибарство                            | Вађење руде и камена | Прерађивачка индустрија       |
| ------ | ------------------------- | ----------------------------- | ------------------------------------ | -------------------- | ----------------------------- |
| Мушки  | 301                       | 267                           | 0                                    | 0                    | 6                             |
| Женски | 211                       | 194                           | 0                                    | 0                    | 3                             |
| УКУПНО | 512                       | 461                           | 0                                    | 0                    | 9                             |
| Пол    | Производња и снабдевање   | Грађевинарство                | Трговина                             | Хотели и ресторани   | Саобраћај, складиштење и везе |
| Мушки  | 1                         | 1                             | 4                                    | 0                    | 8                             |
| Женски | 0                         | 0                             | 6                                    | 0                    | 4                             |
| УКУПНО | 1                         | 1                             | 10                                   | 0                    | 12                            |
| Пол    | Финансијско посредовање   | Некретнине                    | Државна управа и одбрана             | Образовање           | Здравствени и социјални рад   |
| Мушки  | 0                         | 1                             | 3                                    | 1                    | 2                             |
| Женски | 0                         | 0                             | 0                                    | 0                    | 2                             |
| УКУПНО | 0                         | 1                             | 3                                    | 1                    | 4                             |
| Пол    | Остале услужне активности | Приватна домаћинства          | Екстериторијалне организације и тела | Непознато            | Непознато                     |
| Мушки  | 3                         | 0                             | 0                                    | 4                    | 4                             |
| Женски | 0                         | 0                             | 0                                    | 2                    | 2                             |
| УКУПНО | 3                         | 0                             | 0                                    | 6                    | 6                             |